# Autreville-sur-la-Renne
Autreville-sur-la-Renne ist eine französische Gemeinde mit 376 Einwohnern (Stand 1. Januar 2022) im Département Haute-Marne in der Region Grand Est. Sie gehört zum Arrondissement Chaumont und zum Kanton Châteauvillain. Die Einwohner werden Autrevillois(es) genannt.

## Lage
Alle drei Ortsteile von Autreville-sur-la-Renne liegen am Fluss Renne. Autreville-sur-la-Renne liegt rund 70 Kilometer ostsüdöstlich von Troyes und 12 Kilometer westlich der Kleinstadt Chaumont im Westen des Départements Haute-Marne.

### Verkehrsanbindung
Die Gemeinde liegt leicht abseits überregionaler Verkehrswege. Einige Kilometer südlich der Gemeinde führt die Autoroute A5 vorbei. In Sermoutiers-Montsaon befindet sich der nächstgelegene Anschluss. Über die D101 und die D65 erreicht man nach wenigen Kilometern die östlich vorbeiführende Route nationale 67 bei Chaumont.

## Geschichte
Bereits im 9. Jahrhundert wird die Gemeinde Altre Millana in Pago Ramense erstmals erwähnt. Im Mittelalter hatten nacheinander mehrere Adelsgeschlechter die Verwaltung des Orts inne. Auch die Johanniter hatten Besitzgüter in Autreville-sur-la-Renne. Im Jahr 1854 wütete eine Choleraepidemie, die zahlreiche Tote forderte. Die Gemeinde gehörte von 1793 bis 1801 zum Distrikt Chaumont. Seit 1801 ist sie Teil des Arrondissements Chaumont. Von 1793 bis 1801 waren Autreville-sur-la-Renne und Valdelancourt Gemeinden im Kanton Bricon, Lavilleneuve-au-Roi und Saint-Martin-sur-la-Renne Gemeinden im Kanton Juzennecourt. Von 1801 bis 2015 gehörten alle Gemeindeteile zum Kanton Juzennecourt. Im Jahr 1972 kamen die bis dahin selbständigen Gemeinden Lavilleneuve-au-Roi, Saint-Martin-sur-la-Renne und Valdelancourt zur Gemeinde Autreville-sur-la-Renne. Am 1. Januar 2012 wurde Lavilleneuve-au-Roi wieder selbständig.

## Bevölkerung
| Jahr                       | 1962 | 1968 | 1975 | 1982 | 1990 | 1999 | 2006 | 2019 |
| Einwohner                  | 517  | 457  | 446  | 478  | 506  | 473  | 486  | 371  |
| Quellen: Cassini und INSEE |      |      |      |      |      |      |      |      |

## Sehenswürdigkeiten
- Schloss Château d’Autreville-sur-la-Renne aus dem Jahr 1738, seit 2004 ein Monument historique[1]
- Dorfkirche Saint-Pierre-ès-Liens in Autreville-sur-la-Renne aus dem Jahr 1834[2]
- Dorfkirche Notre-Dame-de-la-Nativité in Saint-Martin-sur-la-Renne (teils 12., teilweise 17. Jahrhundert)[3]
- Dorfkirche Saint-Barthélemy in Valdelancourt[4]
- mehrere Lavoirs (Waschhäuser)
- mehrere Wegkreuze
- Denkmal für die Gefallenen[5]